# Соловей Дмитро Федорович
Дмитро Федорович Соловей (23 жовтня (4 листопада) 1888, містечко Срібне, Прилуцький повіт, Полтавська губернія, Російська імперія — 9 червня 1966, м. Сент-Пол, штат Міннесота, США) — український історик, економіст і статистик, педагог і публіцист, дійсний член УВАН у США. Батько Оксани Соловей.

## Біографія
Дмитро Соловей народився 23 жовтня (за старим стилем) 1888 року у містечку Срібному Прилуцького повіту Полтавської губернії (нині Срібнянського району Чернігівської області України) і був наймолодшим у багатодітній родині. Один із його братів, Іван, який був підприємцем, переїхавши на Далекий Схід, покликав до себе родичів. Поїхав з ними туди й 10-річний Дмитро, але ненадовго.
З початком російсько-японської війни він опинився в Сумах, де продовжив навчання в гімназії. У 1907 році невеличка група учнів, серед них був і Соловей, заснувала український гурток. Він охоплював дві місцеві гімназії та реальне училище і мав просвітницький характер.
1909 року Соловей вступив на історико-філологічний факультет Харківського університету, де став членом Харківської Української Студентської Громади.
Зі спогадів Олександра Юренка про групу Солов'я у цьому студентському товаристві:
|  | найрадикальнішими політично й тому стояли дещо осібно від решти громадівців. Хоча Дмитро Соловей ніколи не був заполітизованою, висловлюючись по-сучасному, особистістю, особливо ж у вузькоприкладному значенні цього терміну. Впродовж усього життя він сам віднаходив межу між громадською та партійною діяльністю й жодного разу не перейшов її, за всіх обставин залишаючись позапартійним. Це відповідало його світогляду, вподобанням, ментальності й, зрештою, характеру. |

Як згадував сам Соловей, він і невелика група його найближчих товаришів
|  | стояли на тій позиції, що здобути можливості для вільного культурно-національного розвитку можна лише при цілковитій зміні політичного режиму в Росії. Добитися ж цієї зміни можна тільки шляхом революційним, залучивши до боротьби основну масу народу — мільйони селянства. Але селянство на 80% неписьменне, у величезній більшості живе злиденно. Значить, зворухнути його, штовхнути на боротьбу можна не так гаслами національного, як соціального звільнення. Звідси наша зацікавленість політичними та соціальними проблемами, захоплення творами М.Драгоманова, книжками Кропоткіна («Записки революціонера»), Степняка-Кравчинського («Революційна Росія»), Туна («Історія революційного руху в Росії»), Туган-Барановського тощо. |

Навесні 1917 року, відбуваючи військову службу в Азові, Дмитро Соловей заснував українську солдатську громаду місцевого гарнізону. З кін. 1917 брав активну участь в українському громадсько-політичному житті Полтави, 1922 — 25 працював у полтавській кооперації та губерніяльному статистичному бюрі, з 1925 в Харкові, де дістав посаду керівника одного з відділів у Центр. Статистичному Управлінні України (ЦСУ). 1926 — 34 аспірант, згодом науковим співробітником науково-дослідницької кафедри (пізніше Науково-Дослідницького Інституту) історії української культури ім. академіка Д. Багалія; потім працював на педагогічній роботі. З 1944 на еміграції — в Німеччині й США.
Праці Солов'я, крім питань статистики, присвячені були у 1920 — 30-х pp. проблемам економічної історії України 19 ст., пізніше політичної історії УРСР (значною мірою — голодомору в Україні 1932–1933 років). Головніші: «Заг. іст. огляд вівчарства Полтавщини» («Наук. Записки Катедри іст. української культури», ч. 6, 1927), «Нові статистичні відомості про людність Харкова в 40-х pp. XIX ст.» (ЗІФВ УАН, XVII, 1928), «З юних днів І. Срезневського» («Україна», I–II, 1930), «Опис Старобільського пов. на Харківщині 1838» («Іст.-Геогр. Збірник» УАН, т. 4, 1931); «Голгота України» (1953), «Україна в системі сов. колоніялізму» (1959), «Укр. наука в колоніальних путах» (1963), «Розгром Полтави» (1974).

## Пам'ять
У місті Полтава є вулиця Дмитра Солов'я.

## Праці
Соловей Дмитро Федорович — автор 400 праць з українознавства, творів для дітей. Частина
спадщини неопублікована.
- «Голгота України», © Видавнича фірма «Відродження» К., 1993 р., ISBN 5-7707-4785-4
- Соловей Д. Розгром Полтави. Спогади з часів визвольних змагань українського народу. 1914–1921. — Полтава: Криниця, 1994.
- Соловей Д. Втрата орієнтиру: українська інтелігенція у визвольних змаганнях. — К.: Час, 1998. −66 с.